# Two Hills
Two Hills es un pueblo canadiense situado en la provincia de Alberta.

## Superficie
Two Hills tiene una superficie de 3,11 km².

## Demografía
En 2021, tenía 1416 habitantes, una densidad poblacional de 454,7 hab./km², y 527 viviendas.